# Spree
För andra betydelser, se Spree (olika betydelser).
Spree (uttalas [ˈʃpʁeː], som "schpre" med skorrande r; sorbiska: Sprjewja, tjeckiska: Spréva) är en flod i östra Tyskland som rinner upp i östra Sachsen, i trakten av Ebersbach-Neugersdorf, och passerar genom Berlin där den vid Spandau mynnar i Elbes biflod Havel. Den är 400 km lång, varav 182 km är seglingsbara.  Förutom Berlin genomflyter floden även städerna Bautzen, Spremberg, Cottbus, Lübben, Beeskow, och Fürstenwalde/Spree.
Genom Dahme och Oder-Spreekanalen har Spree förbindelse med Oder, så att Elbes och Oders flodsystem sammanlänkas.

## Spree i Berlin
Staden Berlin och den numera införlivade staden Cölln växte under medeltiden upp på varsin sida av floden Spree, och floden flyter idag genom den moderna storstaden från Köpenick i öst, där bifloden Dahme mynnar i Spree, till Spandau i väst, där den mynnar i Havel. På vägen passerar den genom Berlins historiska centrum, stadsdelen Mitte, och förbi regeringskvarteren vid Tiergarten.

## Bildgalleri

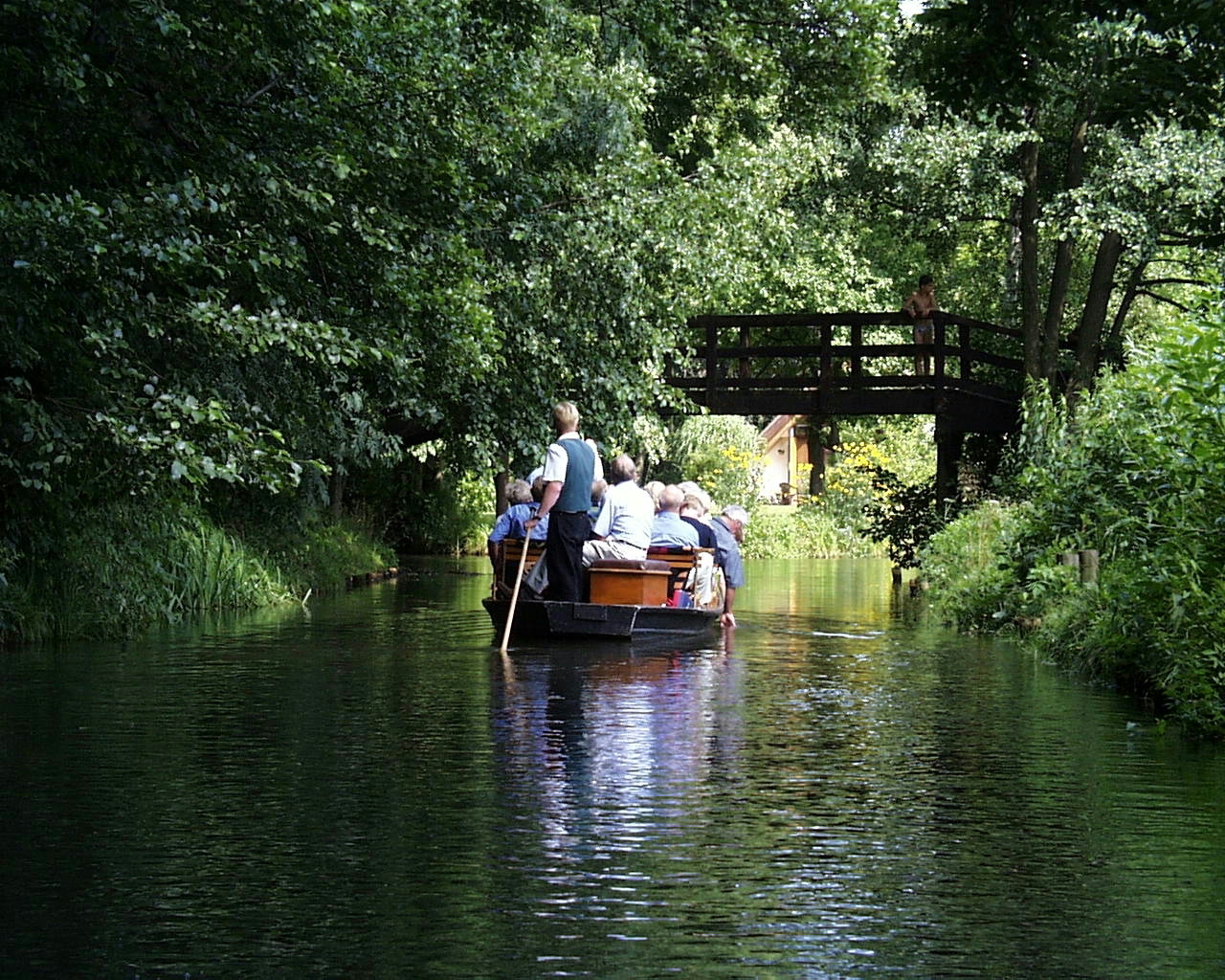
Spreewald
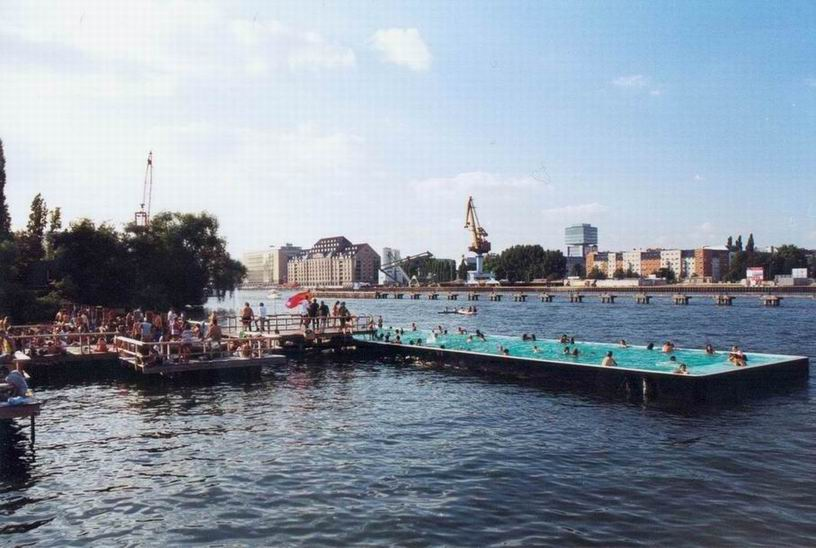
Spree i Osthafen i Berlin med Badeschiff
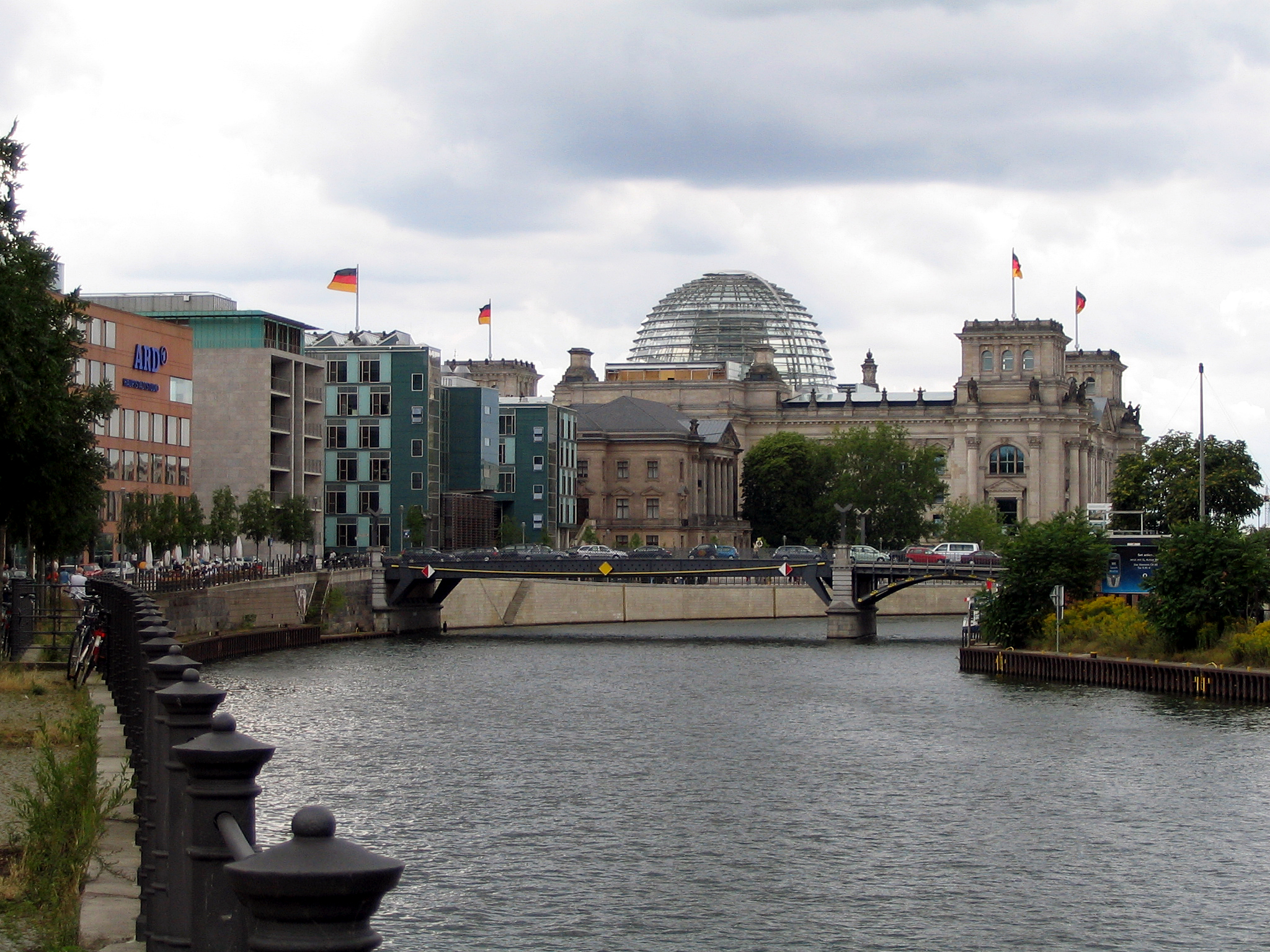
Reichstag i Berlin
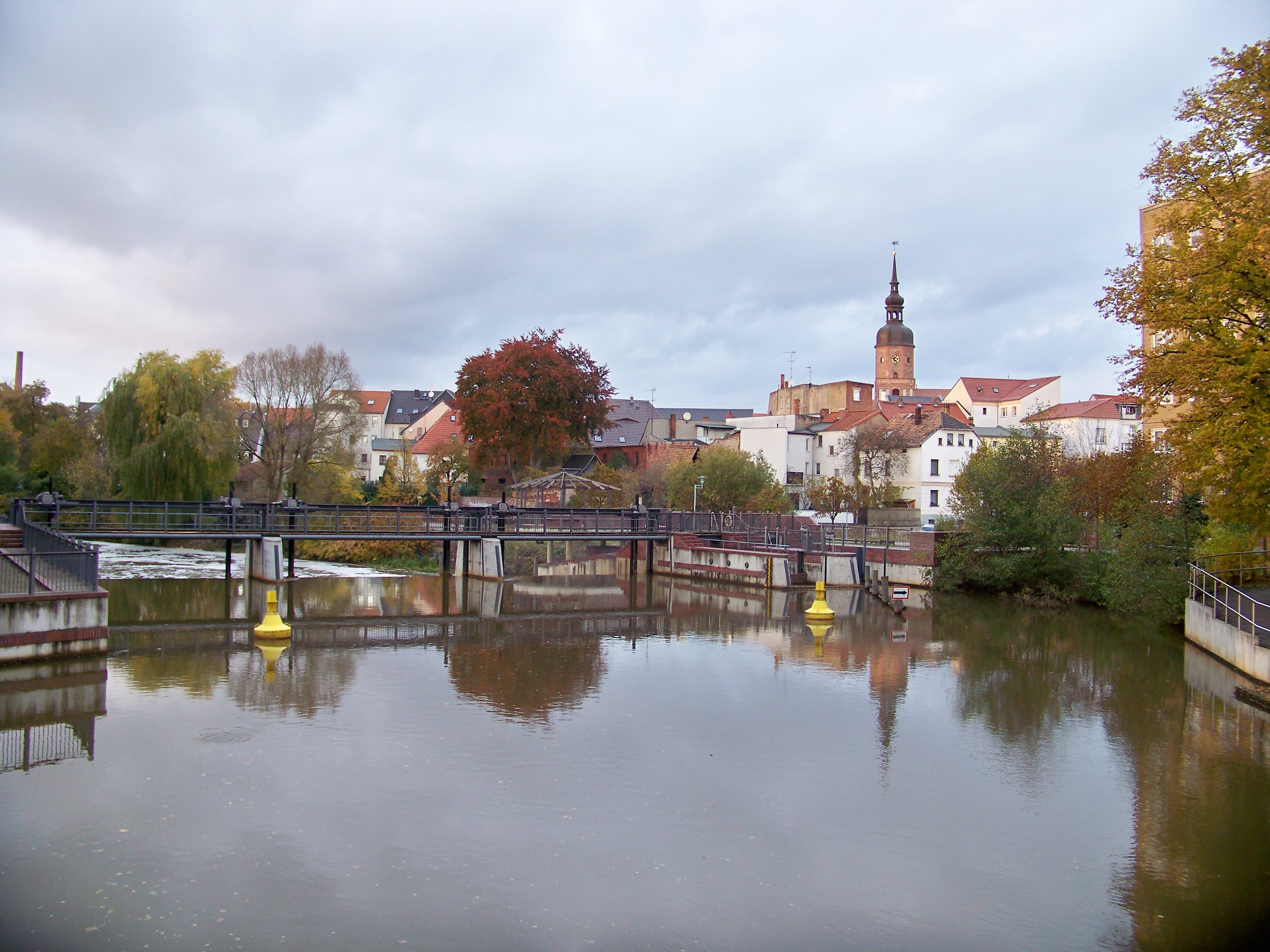
Spree i Spremberg
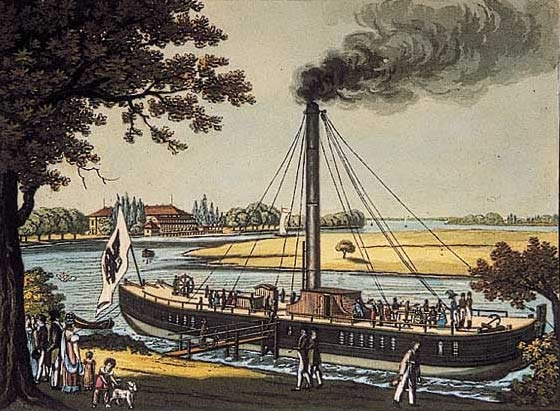
Prinzessin Charlotte von Preussen på Spree med Schloss Bellevue i bakgrunden, akvarellitogafi av Friedrich August Calau, 1818